# Tour de Corse 1975
Il Tour de Corse 1975, valevole come Rally di Francia 1975, è stata la 9ª tappa del campionato del mondo rally 1975. Il rally è stato disputato dall'8 al 9 novembre in Corsica.
Il campionato valevole solo per la classifica dei costruttori ha visto trionfare la scuderia italiana Lancia, seguita dalla Alpine-Renault e dall'Alfa Romeo.

## Dati della prova
| Rally di Francia 1975               | Rally di Francia 1975                    |
| ----------------------------------- | ---------------------------------------- |
| Denominazione ufficiale             | Tour de Corse                            |
| Tappa N°                            | 9                                        |
| Edizione N°                         | 19                                       |
| Data manifestazione                 | da sabato 8/11/1975 a domenica 9/11/1975 |
| Paese ospitante                     | Corsica                                  |
| Superficie                          | Asfalto                                  |
| Piloti iscritti                     | 79                                       |
| Partiti                             | 77                                       |
| Arrivati                            | 22 (28,6 % )                             |
| Prove                               | 10                                       |
| La più breve                        | 16,10 km (PS7 Acqua Doria - Stillicione) |
| La più lunga                        | 158,00 km (PS1 Panelca - Ponte Leccia)   |
| Velocità media minore               | 67,67 km/h (PS2 Talasani - La Porta)     |
| Velocità media maggiore             | 109,46 km/h (PS10 Aullene - Moca Croce)  |
| Lunghezza complessiva tappe         | 479,40 km (38,5% della distanza totale)  |
| Lunghezza complessiva trasferimento | 852,00 km                                |
| Distanza totale                     | 1,243.90 km                              |

## Classifiche

### Sistema di punteggio
| Sistema di punteggio | Sistema di punteggio | Sistema di punteggio | Sistema di punteggio | Sistema di punteggio | Sistema di punteggio | Sistema di punteggio | Sistema di punteggio | Sistema di punteggio | Sistema di punteggio | Sistema di punteggio |
| Posizione            | 1°                   | 2°                   | 3°                   | 4°                   | 5°                   | 6°                   | 7°                   | 8°                   | 9°                   | 10°                  |
| -------------------- | -------------------- | -------------------- | -------------------- | -------------------- | -------------------- | -------------------- | -------------------- | -------------------- | -------------------- | -------------------- |
| Punteggio            | 20                   | 15                   | 12                   | 10                   | 8                    | 6                    | 4                    | 3                    | 2                    | 1                    |

### Classifica costruttori
| 1° | Lancia         | 20 | 1°  |
| 2° | Alpine-Renault | 15 | 2°  |
| 3° | Alfa Romeo     | 12 | 3°  |
| 4° | Opel           | 1  | 10° |

### Classifica piloti
| Classifica Generale | Classifica Generale  | Classifica Generale   | Classifica Generale      | Classifica Generale | Classifica Generale | Classifica Generale |
| Pos                 | Pilota               | Co-pilota             | Auto                     | Tempo               | Distacco            | Punti               |
| ------------------- | -------------------- | --------------------- | ------------------------ | ------------------- | ------------------- | ------------------- |
| 1°                  | Bernard Darniche     | Alain Mahé            | Lancia Stratos HF        | 4: 58: 30.0         | 0.0                 | 20                  |
| 2°                  | Jean-Pierre Nicolas  | Vincent Laverne       | Alpine-Renault A110 1800 | 4: 59: 00.0         | + 30.0              | 15                  |
| 3°                  | Jean-Claude Andruet  | Yves Jouanny          | Alfa Romeo Alfetta GT    | 5: 09: 50.0         | + 11: 30.0          | 12                  |
| 4°                  | Jean-Pierre Manzagol | Jean-François Filippi | Alpine-Renault A110 1800 | 5: 15: 40.0         | + 17: 20.0          | 10                  |
| 5°                  | Jacques Henry        | Maurice Gelin         | Alpine-Renault A110 1800 | 5: 19: 40.0         | + 21: 20.0          | 8                   |
| 6°                  | Francis Vincent      | Jacques Jaubert       | Alpine-Renault A110 1800 | 5: 22: 30.0         | + 24: 10.0          | 6                   |
| 7°                  | Michèle Mouton       | Françoise Conconi     | Alpine-Renault A110 1800 | 5: 33: 50.0         | + 35: 20.0          | 4                   |
| 8°                  | Jean-Marie Soriano   | Robert Simonetti      | Alpine-Renault A110 1800 | 5: 52: 49.0         | + 54: 19.0          | 3                   |
| 9°                  | Bernard Picone       | Robert Cianelli       | Alpine-Renault A110 1800 | 5: 52: 50.0         | + 54: 20.0          | 2                   |
| 10°                 | Henri Greder         | Celigny               | Opel Kadett GT/E         | 6: 24: 20.0         | +1: 25: 50.0        | 2                   |

### Prove speciali
| Giorno                  | Prova | Nome                       | Lunghezza | Vincitore           | Tempo           | V. media        | Leader del rally    |
| ----------------------- | ----- | -------------------------- | --------- | ------------------- | --------------- | --------------- | ------------------- |
| Frazione 1 (8 novembre) | PS1   | Panelca - Ponte Leccia     | 158,00 km | Sandro Munari       | 1: 52: 12.0     | 81.58 km/h      | Sandro Munari       |
| Frazione 1 (8 novembre) | PS2   | Talasani - La Porta        | 24,70 km  | Sandro Munari       | 21: 54.0        | 67.67 km/h      | Sandro Munari       |
| Frazione 1 (8 novembre) | PS3   | Talasani - La Porta        | 24,70 km  | Tappa Annullata     | Tappa Annullata | Tappa Annullata | Sandro Munari       |
| Frazione 1 (8 novembre) | PS4   | San Pietro - Pietra Moneta | 34,00 km  | Tappa Annullata     | Tappa Annullata | Tappa Annullata | Sandro Munari       |
| Frazione 1 (8 novembre) | PS5   | RF9 - N195                 | 29,80 km  | Tappa Annullata     | Tappa Annullata | Tappa Annullata | Sandro Munari       |
|                         |       |                            |           |                     |                 |                 | Sandro Munari       |
| Frazione 2 (9 novembre) | PS6   | Tavera - Bastelica         | 17,10 km  | Jean-Claude Andruet | 13: 56.0        | 73.64 km/h      | Jean-Claude Andruet |
| Frazione 2 (9 novembre) | PS7   | Acqua Doria - Stillicione  | 16,10 km  | Jean-Claude Andruet | 12: 37.0        | 76.57 km/h      | Jean-Claude Andruet |
| Frazione 2 (9 novembre) | PS8   | Zonza - Abaccia            | 120,00 km | Jean-Pierre Nicolas | 1: 31: 13.0     | 78.93 km/h      | Jean-Claude Andruet |
| Frazione 2 (9 novembre) | PS9   | Kamiesh - Zonza            | 38,00 km  | Bernard Darniche    | 28: 50.0        | 79.08 km/h      | Bernard Darniche    |
| Frazione 2 (9 novembre) | PS10  | Aullene - Moca Croce       | 18,00 km  | Bernard Darniche    | 9: 52.0         | 109.46 km/h     | Bernard Darniche    |